# Greg Searle
Gregory Mark Pascoe Searle (Ashford, 20 marzo 1972) è un ex canottiere britannico, vincitore di una medaglia d'oro nel due con di canottaggio, in coppia con il fratello Jonny ai Giochi olimpici di Barcellona 1992, ultima volta in cui questa gara si è disputata. Tornato all'attività agonistica nel 2010, ha vinto due argenti ai mondiali di quell'anno e del 2011 e un bronzo alle olimpiadi di Londra 2012 nell'otto.

## Palmarès
| Anno | Manifestazione  | Sede       | Evento        | Risultato |
| ---- | --------------- | ---------- | ------------- | --------- |
| 1992 | Giochi olimpici | Barcellona | Due con       | Oro       |
| 1996 | Giochi olimpici | Atlanta    | Quattro senza | Bronzo    |
| 2000 | Giochi olimpici | Sydney     | Due con       | 4º        |
| 2012 | Giochi olimpici | Londra     | Otto          | Bronzo    |